# René Madec (marin)
Pour les articles homonymes, voir René Madec et Madec.
René Madec, né le 27 février 1736  à Quimper et mort dans cette même ville le 28 juin 1784, est un marin et un aventurier breton.
Issu d’une famille modeste, il s’embarque à 11 ans et navigue sur les bateaux de la Compagnie des Indes. Il participe aux conflits franco-britanniques en Inde et crée une armée privée qu’il met au service des princes indiens et du grand moghol, qui le fait nabab. Combattant avec les Français contre les Britanniques, il revient au pays après la capitulation. Le roi l’anoblit et le décore, ce qui lui permet de jouir de sa fortune et de se faire construire de belles demeures à Quimper et aux alentours. Il meurt à 48 ans d’une chute de cheval.

## Les premiers voyages
René Madec nait le 27 février 1736 à la terre au Duc, un faubourg de Quimper dépendant de la paroisse Saint-Mathieu.
Il est le huitième enfant, sur dix, de François Madec, maître-maçon et maitre d’école et de Corentine-Manon Melin, tenancière d’une modeste auberge, place Terre-au-Duc. Son père, alors âgé de 36 ans, est un ancien élève des jésuites où il fut le condisciple de Joseph Dupleix, le fils du futur gouverneur de Pondichery. C'est un petit entrepreneur, ainsi il remporta une adjudication pour des travaux de terrassement pour une esplanade à Quimper employant une vingtaine d'ouvriers pendant quinze mois. Mais si sa famille peut être considérée comme partie de la petite bourgeoisie, ses revenus restent modestes et aléatoires avec l'activité dans le bâtiment et elle est souvent dans la gêne. 
Pendant son enfance, René Madec est plus attiré par l’activité des quais du port de Quimper que celle de l’école. Son père ne réussit pas à le faire rentrer à l'école des jésuites et décide alors de lui trouver un embarquement.
À l’âge de 9 ans, il embarque pour la première fois pendant quatre mois, comme mousse sur un caboteur de vin, qui fait la liaison entre Quimper et Bordeaux. À l’issue de ce premier contact avec la mer, son père lui fait suivre des cours de navigation et d’hydrographie dans le but d’intégrer le Bataillon d’Orient de la Compagnie française des Indes orientales, avec le grade d’officier. Mais l'adolescent n'accroche guère aux études et il n’a que 11 ans quand il embarque à Lorient sur la Valeur, un bateau négrier qui va charger sa cargaison de « bois d’ébène » (esclaves) au Sénégal à destination de Saint-Domingue.

## L’Inde

### Matelot et soldat
En 1750, nouveau départ de Lorient à destination de Pondichéry, voyage à bord de l’Auguste durant lequel il échappe au scorbut et au typhus. Ce séjour de quelques mois l’imprègne pour toujours des charmes de l’Inde ; la route vers l’Europe est ponctuée d’une escale de deux mois au Brésil, alors aux mains des Portugais. De retour en Bretagne où il reste huit mois sans emploi, il n’a pour seul projet que retourner dans ce pays exotique. Cela se produit en 1752 et dès son arrivée, il rejoint l’armée de Joseph François Dupleix qui affronte les troupes britanniques, parties à la conquête du territoire indien, direction Trichinapaly. Après de nombreux engagements armés, la paix entre Français et Britanniques est signée ; Dupleix, désavoué, retourne en France. Madec, après avoir servi comme soldat pendant trois ans, songe à rentrer chez lui, mais il ne parvient pas à dépasser l’île Bourbon et doit s’engager comme matelot pour faire du transport entre les îles de l’océan Indien.
En 1756, la guerre reprend entre les belligérants, Madec regagne Pondichéry à bord du Duc d’Orléans, après avoir servi dans la marine de commerce, il entre dans la marine de guerre. Quand il apprend que son escadre va regagner l’île Maurice (alors île de France), il décide de déserter et il gagne le continent à la nage. Il s’engage dans le bataillon de marine formé par le chevalier du Pouët où il est nommé au grade de sergent et le 11 décembre 1758, les troupes françaises arrivent à Madras pour assiéger les Britanniques ; le siège de Madras dure quarante cinq jours, c’est un échec. Commence alors une longue errance guerrière et aventureuse à travers l’Orissa, les Circars septentrionaux, le Dekkan et la Carnatique, Madec se voit confier le commandement d’une troupe de 400 cipayes. En 1760, Lally-Tollendal, qui se trouve dans une situation délicate, fait appel au Breton dont il a entendu parler des exploits et de sa témérité et le fait entrer aux grenadiers à cheval. Un fantaisiste projet d’attaque de Madras est mis sur pied, mais les troupes françaises sont contraintes de s’enfermer dans la forteresse de Gingy et capitulent au bout de cinq mois. Madec est fait prisonnier par les Britanniques et enfermé au fort de Madras. Afin de sortir de prison et de ne pas y mourir de faim, il accepte, ainsi qu’une centaine de prisonniers français, de s’engager dans les troupes ennemies, il est envoyé à Calcutta où il reste en garnison pendant un an. Il met ce temps à profit pour étudier les dialectes locaux, les coutumes et la situation politique du pays. Après avoir participé à la déroute de l’armée du nabab du Bengale Kassem-Ali-Khan pour le compte des Britanniques, il prend la direction d’une mutinerie qui gagne le camp du nabab vaincu, près de Vârânasî, où sont aussi présents le Grand Moghol Shâh Âlam II et le vizir Sudjah Dowlah. C’est le début de sa carrière de chef de guerre, de conseiller influent et de sa fortune.

### Nabab

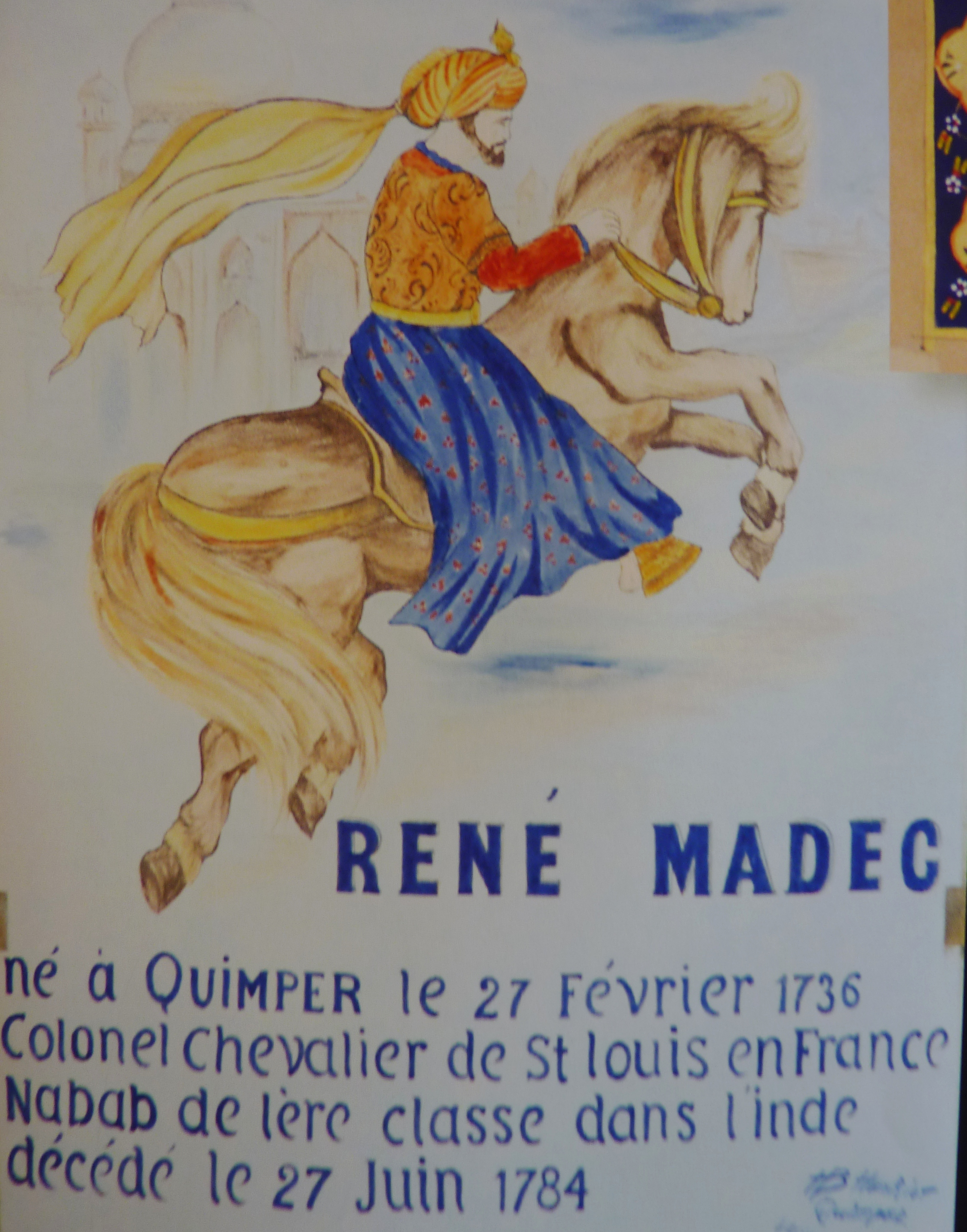
René Madec (1736 - 1784), le nabab.

En 1764, il est à la tête d’une armée privée, forte d’environ 1 500 hommes qu’il met au service des rajah puis du Grand Moghol lui-même. Parallèlement à ses activités guerrières, il commence à se bâtir une fortune colossale. Au début de 1766, il épouse la fille d’un conseiller du prince Shuja, Marie-Anne Barbette (ou Barbet), âgée de 13 ans, dont la famille est d’origine française. Les noces et les festivités semblent avoir été extrêmement fastueuses et dispendieuses.
Vers 1767, il soutient les Jats dans le conflit qui les oppose aux Rajputs, ses victoires décisives sont très largement récompensées en argent et en or, ce qui lui permet d’acheter un palais à Bharatpur, dans lequel il s’installe avec son épouse et leur fils qui vient de naître en 1768, Balthazar-René-Félix. Une nouvelle victoire lui vaut le titre honorifique de Panchazari et sa fortune considérable lui fait envisager son retour en France. Mais le représentant du gouvernement français à Chandernagor souhaite un rapprochement avec les princes indiens dans le but de contenir les Britanniques et éventuellement les expulser du Bengale. Madec repart en guerre pour le compte de l’empereur Moghol, Shâh Âlam II, qui l’honore du titre de nabab, en remerciement des services militaires rendus. Il lui confère aussi le titre de Bocci, qui le place au troisième rang de la hiérarchie impériale, juste après le Grand Vizir et le dote d’un vaste jaguir (sorte de fief). Son armée compte maintenant 6 000 hommes, il est devenu un des hommes les plus importants et les plus influents de l’Hindustan. Avec sa famille, qui s’est agrandie d’une fille, Marie-Anne, il vit quelque temps à Delhi, puis à Hyderabad, il arrive enfin à Pondichéry en février 1778. Il s’engage, une fois encore, lors du siège de la ville et le blocus du port les Britanniques[pas clair]. Le 18 octobre, c’est la capitulation, deux mois plus tard, muni d’un sauf-conduit, Madec quitte l’Inde et revient en France.

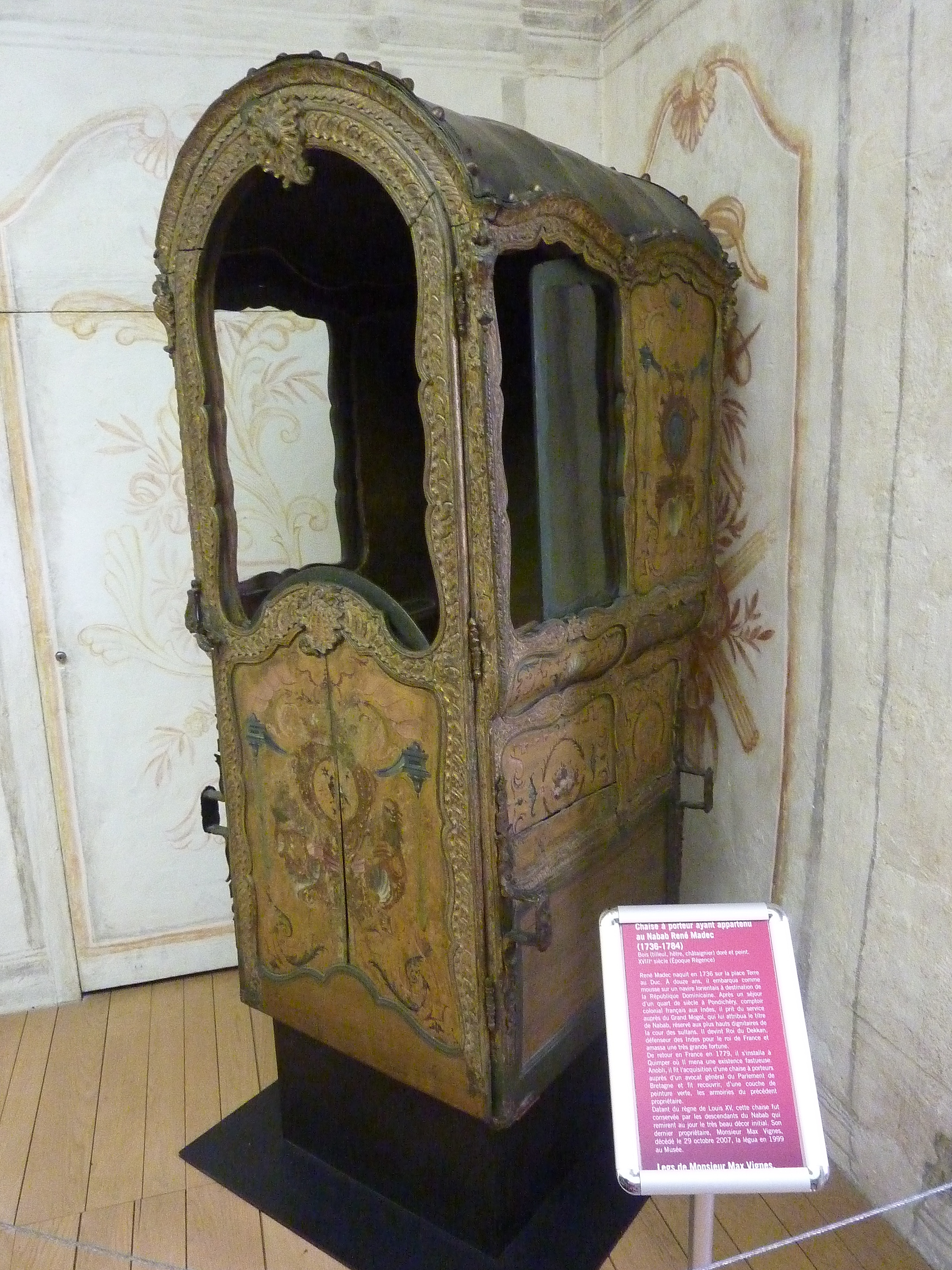
Chaise à porteurs ayant appartenu au nabab René Madec (XVIIIe siècle, musée départemental breton).

## Dernières années à Quimper
Le 11 janvier 1779, c’est le départ pour la France, sur le Brisson. Après une escale à l’île Maurice, le bateau arrive en Europe où il est attaqué au large de l’Espagne par des corsaires britanniques. Fait prisonnier, René Madec est détenu deux mois en Irlande. Débarqué à Lorient, il se rend à la cour à Versailles où il doit remettre à Louis XVI qui le reçoit, le rapport du gouverneur Guillaume Léonard de Bellecombe, sur le siège de Pondichéry. On l’informe que depuis deux ans (1er janvier 1777), il a le grade de colonel, et qu’il est reçu dans l’Ordre royal et militaire de Saint-Louis. Il est, peu de temps après, anobli par le roi.
Ayant perdu une grande partie de sa fortune colossale à soutenir les intérêts de la France à bout de bras et dans l'indifférence de Versailles, René Madec se retire à Quimper et s’installe dans un hôtel particulier au n° 5 d’une rue qui porte aujourd’hui son nom. Il acquiert deux domaines, Coatfao (Coëtfao) en Pluguffan et Prat an Raz en Penhars, où il fait reconstruire le château, connu actuellement sous le nom de "Manoir des Indes". En 1782, naît sa fille, Marie-Henriette.

## Mort et fin de sa famille
Il meurt le 28 juin 1784 des suites d’une chute de cheval. Son épouse vivra jusqu'au 26 avril 1841.
Le manoir des Indes reste habité par sa veuve, puis par son fils René Balthazar (1768-1865) et son petit-fils, Balthazar, François (1813-1853). L'arrière-petit-fils René de Madec dilapide la fortune familiale et est contraint de vendre le domaine en 1865.

## Postérités et hommages
En 1995, Max Vignes qui est un membre de la famille de Réné Madec écrira deux livres sur lui,.
Depuis 1998 le manoir des Indes est un hôtel-restaurant de luxe.
L’artiste Bartabas s’est inspiré de la vie de René Madec pour son spectacle équestre Voyage aux Indes galantes, en 2005 au château de Versailles.

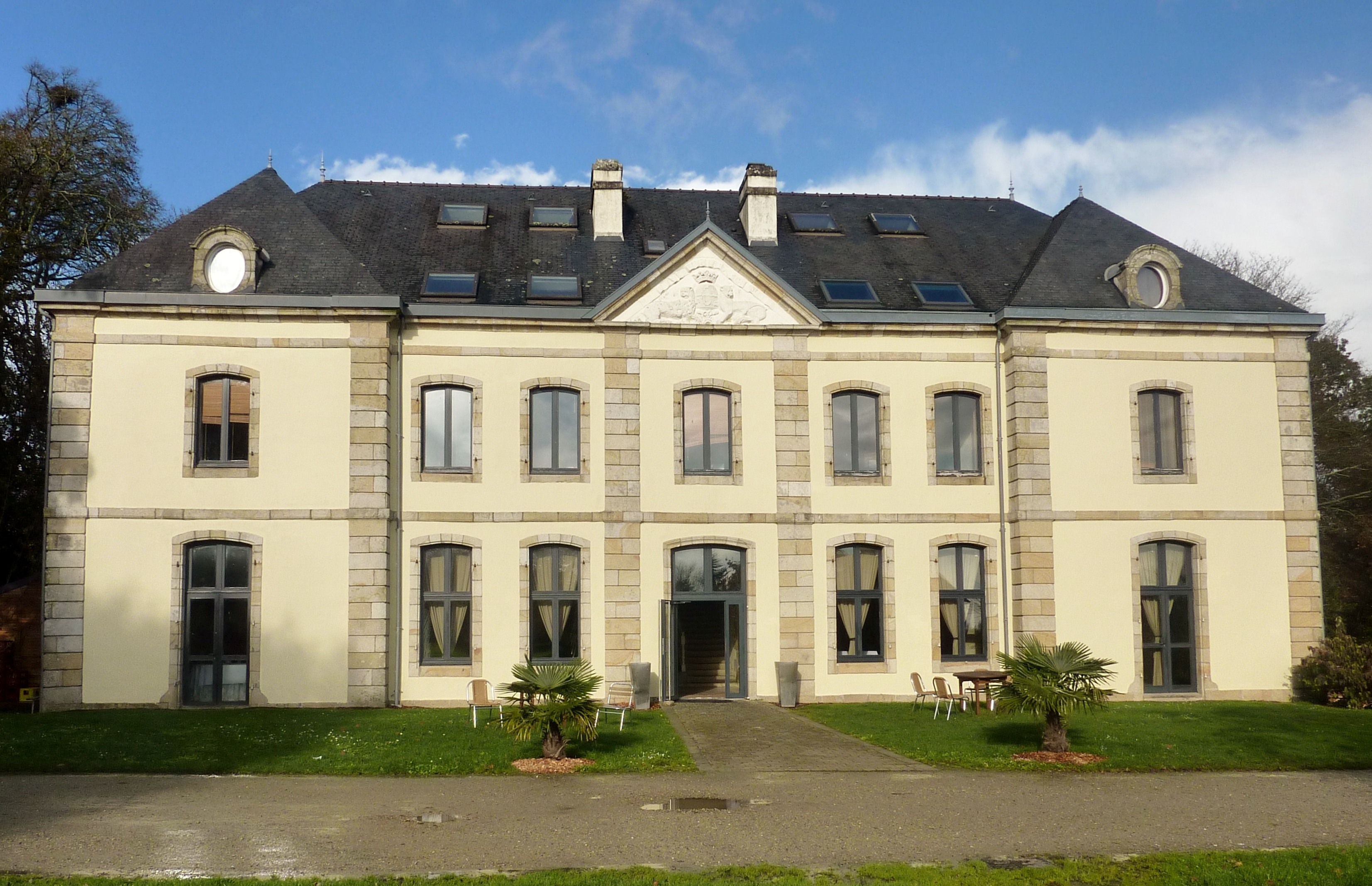
Quimper : le manoir des Indes (construit par René Madec au XVIIIe siècle) 1.
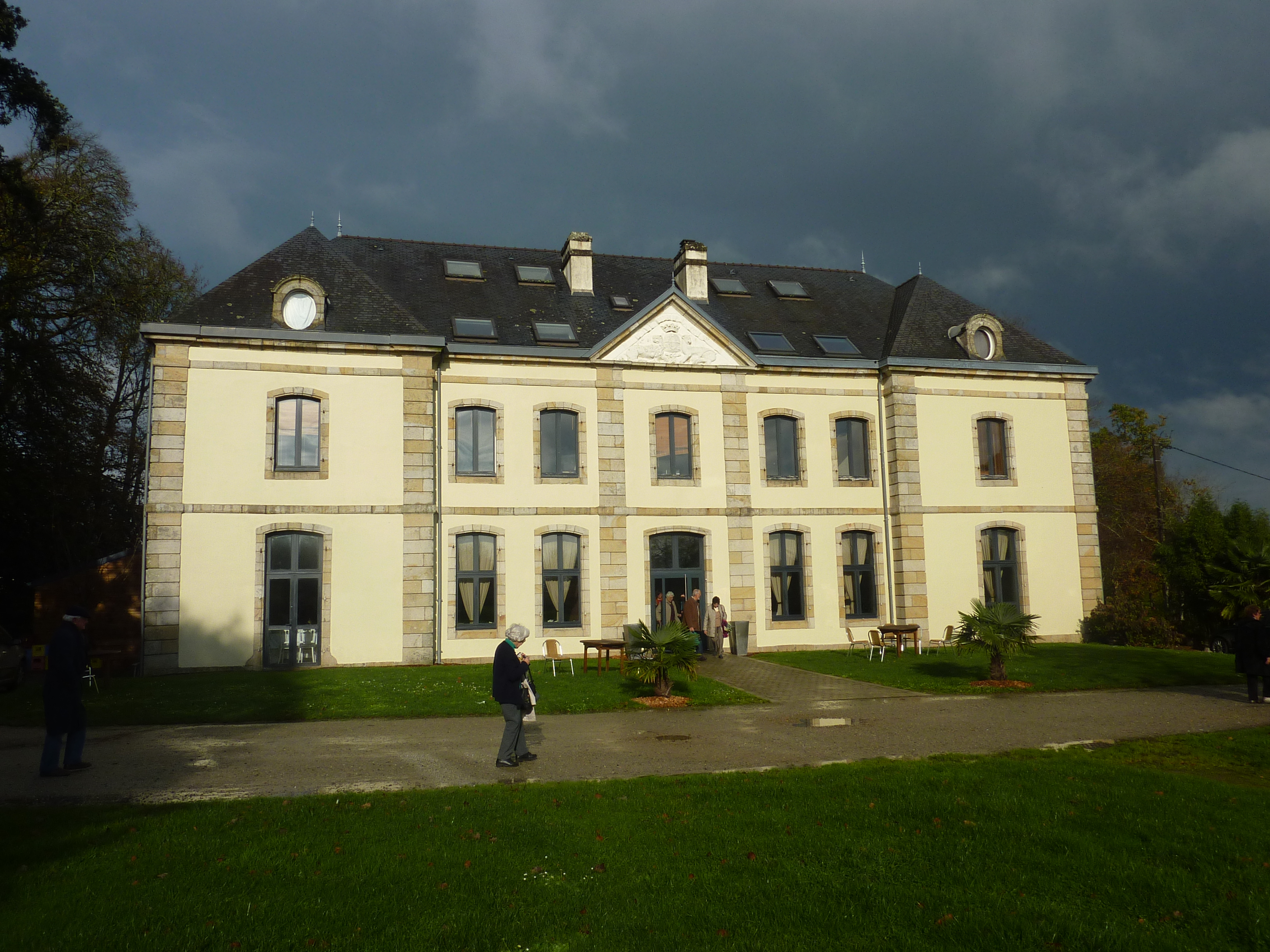
Quimper : le manoir des Indes (construit par René Madec au XVIIIe siècle) 2.
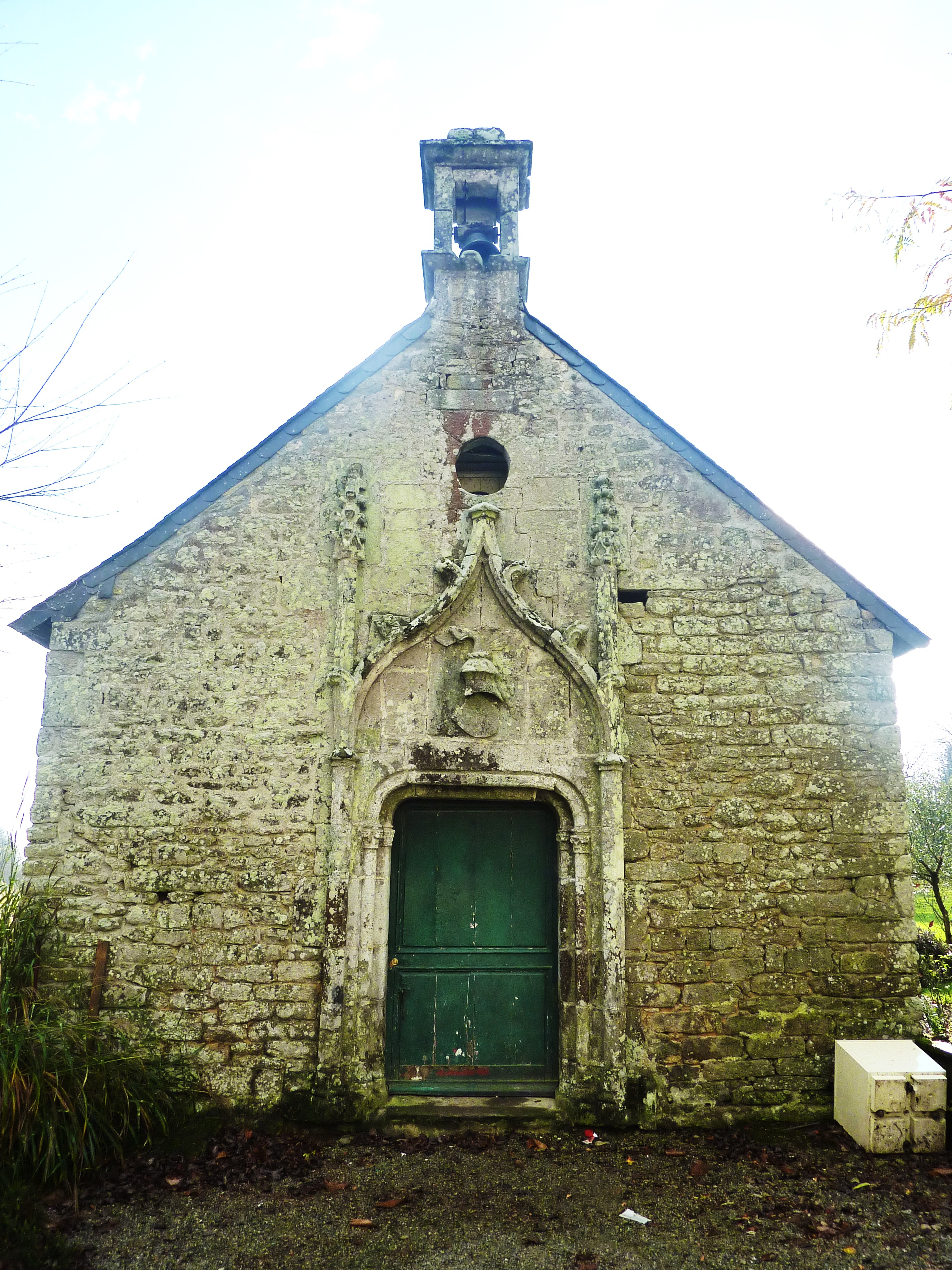
Quimper : la chapelle du manoir des Indes (XVIIIe siècle).

## Publications
- (annotés par Max Vignes et Jean Deloche) Mémoire de René Madec, nabab dans l'empire mogol commandant d'un parti français au service de l'empereur, Alliance française de Pondichéry, 1983[4].